# 周躍雷
周躍雷（？—1637年），號悦斋，浙江宁波府慈溪縣人，明末政治人物。

## 生平
崇禎六年（1633年）癸酉科浙江鄉試第三十一名舉人，崇禎十年（1637年）丁丑科會試一百九十名，三甲一百八十八名進士。禮部观政，本年卒。

## 家族
曾祖周学礼，祖周仲仁，父周昭熊。